# ایر
اِیر، روستایی است از توابع بخش فراهان شهرستان فراهان در استان مرکزی ایران.

## جمعیت
این روستا در دهستان فشک قرار داشته و براساس سرشماری سال ۱۳۸۵جمعیت آن ۱۷۵نفر (۴۸خانوار) بوده‌است.

## موقعیت
روستای ایر در مختصات جغرافیایی ۳۴ درجه و ۴۲ دقیقه و ۰ ثانیه عرض شمالی و ۴۹ درجه و ۴۵ دقیقه
و ۰ ثانیه طول شرقی از گرینویچ و در شمال روستای فشک و در فاصله ۲٫۸ کیلومتری از آن قرار دارد.